# Светско првенство у атлетици на отвореном 2013 — 5.000 метара за жене
Трка на 5.000 метара у женској конкуренцији на Светском првенству у атлетици 2013. у Москви одржана је 14. и 17. августа на стадиону Лужники.
Титулу светске првакиње из Тегуа 2011. није бранила Кенијка
Вивијан Черијот.

## Земље учеснице
Учествовало је 22 такмичарке из 16 земаље.
| 1. Аустралија (1) 2. Бахреин (1) 3. Белгија (1) 4. Колумбија (1) | 1. Шпанија (1) 2. Етиопија (3) 3. Француска (1) 4. Грузија (1) | 1. Јапан (1) 2. Кенија (3) 3. Холандија (1) 4. Норвешка (1) | 1. Пољска (1) 2. Русија (1) 3. Уједињени Арапски Емирати (1) 4. САД (3) |

## Освајачи медаља
|                          |                       |                        |
| Месерет Дефар · Етиопија | Мерси Чероно · Кенија | Алмаз Ајана · Етиопија |

## Рекорди

### Рекорди пре почетка Светског првенства 2013.
Списак рекорда у овој дисциплини пре почетка светског првенства 2013. године (10. август 2013). 
| Рекорди                    | Атлетичарка     | Земља            | Време    | Место             | ДатуМ            |
| -------------------------- | --------------- | ---------------- | -------- | ----------------- | ---------------- |
| Светски рекорд             | Тирунеш Дибаба  | Етиопија         | 14:11,15 | Осло, Норвешка    | 6. јун 2008      |
| Рекорд светских првенстава | Тирунеш Дибаба  | Етиопија         | 14:38,59 | Хелсинки, Финска  | 13. август 2005  |
| Најбољи резултат сезоне    | Тирунеш Дибаба  | Етиопија         | 14:23,68 | Париз, Француска  | 6. јун 2013      |
| Афрички рекорд             | Тирунеш Дибаба  | Етиопија         | 14:11,15 | Осло, Норвешка    | 6. јун 2008      |
| Азијски рекорд             | Ђијанг Бо       | Кина             | 14:28,09 | Шангај, Кина      | 23. октобар 1997 |
| Северноамерички рекорд     | Моли Хадл       | Сједињене Државе | 14:44,76 | Брисел, Белгија   | 27. август 2010  |
| Јужноамерички рекорд       | Simone da Silva | Бразил           | 15:18,85 | Сао Паоло, Бразил | 20. мај 2011     |
| Европски рекорд            | Лилија Шобухова | Русија           | 14:23,75 | Казањ, Русија     | 19. јул 2008     |
| Океанијски рекорд          | Кимберли Смит   | Нови Зеланд      | 14:45,93 | Рим, Италија      | 11. јул 2008     |

### Најбољи резултати у 2013. години
Десет најбржих атлетичарки 2013. године је пре почетка светског првенства (10. августа 2013) заузимале следећи пласман.
| Поз. | Атлетичарка              | Земља    | Време    | Место          | Датум        |
| ---- | ------------------------ | -------- | -------- | -------------- | ------------ |
| 1    | Тирунеш Дибаба           | Етиопија | 14:23,68 | Париз Сен Дени | 6. јул 2013  |
| 2    | Алмаз Ајана              | Етиопија | 14:25,84 | Париз Сен Дени | 6. јул 2013  |
| 3    | Месерет Дефар            | Етиопија | 14:26,90 | Осло           | 13. јун 2013 |
| 4    | Виола Џелагат Кибивот    | Кенија   | 14:33,48 | Осло           | 13. јун 2013 |
| 5    | Гензебе Дибаба           | Етиопија | 14:37,68 | Осло           | 13. јун 2013 |
| 6    | Margaret Wangari Muriuki | Кенија   | 14:40,48 | Осло           | 13. јун 2013 |
| 7    | Гелете Бурка             | Етиопија | 14:42,07 | Париз Сен Дени | 6. јул 2013  |
| 8    | Мерси Чероно             | Кенија   | 14:42,43 | Осло           | 13. јун 2013 |
| 9    | Бузе Дириба              | Етиопија | 14:50,02 | Осло           | 13. јун 2013 |
| 10   | Agnes Jebet Tirop        | Кенија   | 14:50,36 | Осло           | 13. јун 2013 |

Такмичарке чија су имена подебљана учествовале су на СП 2013.

## Квалификационе норме
| А норма | Б норма |
| ------- | ------- |
| 15:18   | 15:24   |

## Сатница
| Датум           | Време | Коло          |
| --------------- | ----- | ------------- |
| 14. август 2013 | 9:40  | Квалификације |
| 17. август 2013 | 18:55 | Финале        |

Времена су дата према локалном времену UTC+4.

## Резултати

### Квалификације
У квалификацијама 22 такмичарки је подељено у 2 групе, а у полуфинале ушле су по пет првопласиране из сваке групе (КВ) и пет према постигнутом резултату (кв).,.
| Позиција | Група | Име                       | Земља                     | Време    | Напомена |
| -------- | ----- | ------------------------- | ------------------------- | -------- | -------- |
| 1        | 2     | Месерет Дефар             | Етиопија                  | 15:22,94 | КВ       |
| 2        | 2     | Бузе Дириба               | Етиопија                  | 15:23,41 | КВ       |
| 3        | 2     | Виола Џелагат Кибивот     | Кенија                    | 15:24,47 | КВ       |
| 4        | 2     | Јелена Наговицина         | Русија                    | 15:26,95 | КВ       |
| 5        | 2     | Ким Конли                 | САД                       | 15:27,35 | КВ       |
| 6        | 2     | Каролина Бјеркели Гревдал | Норвешка                  | 15:29,41 | кв       |
| 7        | 2     | Сусан Којкен              | Холандија                 | 15:34,31 | кв       |
| 8        | 1     | Мерси Чероно              | Кенија                    | 15:34,70 | КВ       |
| 9        | 1     | Алмаз Ајана               | Етиопија                  | 15:34,93 | КВ       |
| 10       | 2     | Џеки Аресон               | Аустралија                | 15:40,21 | кв       |
| 11       | 1     | Моли Хадл                 | САД                       | 15:40,91 | КВ       |
| 12       | 2     | Долорес Чека              | Шпанија                   | 15:43,73 | кв       |
| 13       | 2     | Доминика Новаковска       | Пољска                    | 15:45,10 | кв       |
| 14       | 1     | Шенон Ровбери             | САД                       | 15:50,41 | КВ       |
| 15       | 1     | Теџиту Даба               | Бахреин                   | 15:56,74 | КВ       |
| 16       | 1     | Алменш Белете             | Белгија                   | 16:03,03 |          |
| 17       | 1     | Софи Дуарте               | Француска                 | 16:05,14 |          |
| 18       | 1     | Betlhem Desalegn          | Уједињени Арапски Емирати | 16:13,27 |          |
| 19       | 1     | Мисаки Ониши              | Јапан                     | 16:16,52 |          |
| 20       | 1     | Каролина Табарес          | Колумбија                 | 16:22,81 |          |
| 21       | 2     | Гиули Деканадзе           | Грузија                   | 17:57,39 | ЛРС      |
|          | 1     | Маргарет Вангари Муријуки | Кенија                    | НЗ       |          |

### Финале
| Пласман | Атлетичарка               | Држава     | Време    | Белешке |
| ------- | ------------------------- | ---------- | -------- | ------- |
|         | Месерет Дефар             | Етиопија   | 14:50,19 |         |
|         | Мерси Чероно              | Кенија     | 14:51,22 |         |
|         | Алмаз Ајана               | Етиопија   | 14:51,33 |         |
| 4       | Виола Џелагат Кибивот     | Кенија     | 15:01,67 |         |
| 5       | Бузе Дириба               | Етиопија   | 15:05,38 |         |
| 6       | Моли Хадл                 | САД        | 15:05,73 |         |
| 7       | Шенон Ровбери             | САД        | 15:06,10 | ЛРС     |
| 8       | Susan Kuijken             | Холандија  | 15:14,70 |         |
| 9       | Јелена Наговицина         | Русија     | 15:24,83 |         |
| 10      | Долорес Чека              | Шпанија    | 15:30,42 |         |
| 11      | Теџиту Даба               | Бахреин    | 15:33,89 |         |
| 12      | Ким Конли                 | САД        | 15:36,58 |         |
| 13      | Каролина Бјеркели Гревдал | Норвешка   | 15:48,87 |         |
| 14      | Доминика Новаковска       | Пољска     | 15:58,26 |         |
| 15      | Џеки Аресон               | Аустралија | 16:08,32 |         |

### Пролазна времена у финалној трци
| Дистанца | Време    | Атлетичарка         | Земља    |
| -------- | -------- | ------------------- | -------- |
| 1.000 м  | 3:10,78  | Доминика Новаковска | Пољска   |
| 2.000 м  | 6:14,02  | Доминика Новаковска | Пољска   |
| 3.000 м  | 9:18,35  | Алмаз Ајана         | Етиопија |
| 4.000 м  | 12:09,01 | Алмаз Ајана         | Етиопија |